# Saint-Joseph-de-Sorel
Saint-Joseph-de-Sorel är en stad (kommun av typen ville) i provinsen Québec i Kanada. Den ligger i regionen Montérégie, i den sydöstra delen av landet, 210 km öster om huvudstaden Ottawa.